# Loïc Ballet
Loïc Ballet, né le 27 juin 1985 à Saint-Étienne (Loire), est un journaliste et animateur de télévision français.

## Biographie
Bercé par l’art dès sa plus tendre enfance, Loïc Ballet fait ses premiers pas sur les planches à l’âge de 9 ans. De la Comédie de Saint-Étienne jusqu’au Festival d’Avignon, il attrape vite le virus de la scène. En cuisine, ce sont les gestes de sa mère puis de sa nourrice qui le guideront jusqu’à la table…
Il est entré dans le monde du journalisme adolescent en animant des émissions pour la chaîne de télévision locale de Saint-Étienne d'où il est originaire, TL7. Après un Bac général il intègre l'École Supérieure de Journalisme de Montpellier avant d'entamer des collaborations avec Onzéo, la chaîne de télévision du club de football de l'ASSE et France 3.  
C'est à la radio, en 2008, qu'il a poursuivi son parcours et a fait ses armes comme chroniqueur gastronome sur France Inter avec Jean-Pierre Coffe dans l’émission « Ça se bouffe pas, ça se mange ». Avec l’homme aux lunettes rondes, il apprendra à « transmettre ». Transmettre pour protéger notre terroir, pour inviter le public à goûter, mais surtout, transmettre pour que chacun ouvre l’œil sur son alimentation !  
Puis il a travaillé aux côtés de François Pêcheux, Julie Andrieu et enfin Laurent Boyer sur France 3.
William Leymergie contacte Loïc Ballet alors que ce dernier n'a que 25 ans. L'homme du matin de France 2 lui propose alors deux chroniques : « Côté Coulisses » dans « C’est au programme » pour Sophie Davant et la chronique gastronomique « Le Triporteur » dans Télématin. Dès 2010, il commence à France 2 comme chroniqueur pour l'émission C'est au programme puis Télématin pour des chroniques gastronomiques aux commandes du triporteur de l'émission. Il sillonne la France à la rencontre des chefs et à la découverte des produits gastronomiques du terroir,,,,.
En 2016, le chroniqueur publie son premier ouvrage « La France des bons produits » aux éditions Chêne. En quatorze « itinéraires gourmands », il part à la rencontre de celles et ceux qui se battent pour le goût. À travers ce livre, il sillonne les terroirs et guide le lecteur dans le « bien manger ». 
En 2017, Loïc Ballet prend les rênes de l’émission « Destination France » sur France Bleu. Chaque samedi à 13 heures, il propose une balade gourmande d’une heure pour croquer les régions françaises.
À l'été 2018, le chroniqueur gastronome réalise un de ses rêves : partager sa passion sur les ondes d'Europe 1.
En septembre 2018, Loïc s’engage au côté des jeunes restaurateurs pour l'apprentissage[Quoi ?].
Rentrée 2019, toujours sur France 2, pour « Télématin » ; avec plus de 350 épisodes du « Triporteur », Loïc continue de mettre en avant et défendre produits et producteurs de nos terroirs.
En mars 2020, Loïc ouvre une épicerie avec des produits qu'il a sélectionnés en parcourant les territoires de la France.
En 2021 et en 2024, Loïc Ballet, avec la complicité de son père Patrick Ballet, sort deux bandes dessinées "Une année pour mieux manger" en collaboration avec le Kiwanis France Monaco. Ces deux tomes sont des recettes de cuisine à destination des enfants pour apprendre à cuisiner avec plaisir et par des produits de saison et des recettes régionales. Recettes élaborées par des grands chefs des quatre coins de la France. Le tome 1 s'est écoulé à 30 000 exemplaires depuis 2021 et le tome 2 est en vente depuis 2024 ().